# 四苯基环戊二烯酮
四苯基环戊二烯酮（英語：Tetraphenylcyclopentadienone）是环戊二烯酮的四个氢原子都被苯基取代的产物，在常温常压下呈现黑紫色至黑色的晶状固体。由于这种化合物本身分子内高度的共轭，因此可通过紫外光谱进行检测。四苯基环戊二烯酮的三维构象为“螺旋桨”式。它的四个苯基环由于之间的空间位阻而互相排斥，呈现螺旋桨的形态。

## 合成
该化合物可以通过二苯基乙二酮与二苄基甲酮（1,3-二苯基-2-丙酮）之间发生羟醛缩合反应制备。

## 反应
四苯基环戊二烯酮可作为狄尔斯－阿尔德反应中的二烯烃与苯炔的亲双烯体合成1,2,3,4-四苯基萘。